# روبی (بازیکن فوتبال)
روبی (اسپانیایی: Rubi‎؛ زادهٔ ۵ فوریهٔ ۱۹۷۰) بازیکن سابق و مربی فوتبال اهل اسپانیا است. وی مربی تیم‌هایی همچون سابادل، ژیرونا، رئال وایادولید، لوانته، اسپورتینگ خیخون، اوئسکا و اسپانیول بوده‌است.